# Aechmea gurkeniana
Aechmea gurkeniana là một loài thực vật có hoa trong họ Bromeliaceae. Loài này được E.Pereira & Moutinho mô tả khoa học đầu tiên năm 1981.